# Трелевский, Дмитрий Вольдемарович
Дми́трий Вольдема́рович Треле́вский (род. 14 ноября 1983 года, Бишкек) — киргизский горнолыжник, участник Олимпийских игр и пяти чемпионатов мира.

## Карьера
Выступать на международной арене Дмитрий Трелевский начал в 2003 году, участвуя в различных стартах в Италии и Австрии. В 2005 году он впервые выступил на чемпионате мира по горным лыжам, стартовал только в слаломе, но сошёл уже во время первой попытки. Через два года в Швеции смог завершить соревнования как в слаломе (45-е место), так и в слаломе гиганте (55-е).
В 2010 году Трелевский стал одним из двух участников сборной Кыргызстана на Олимпиаде, где нёс флаг своей страны на церемонии открытия. В гигантском слаломе он стал 76-м, обойдя пятерых спортсменов, а в слаломе сошёл во время первой попытки.
Дмитрий Трелевский должен был участвовать на Играх в Сочи, и даже был знаменосцем сборной на церемонии открытия, но на одной из тренировок получил травму и не смог выступить. В результате Трелевский был заменён в составе сборной на Евгения Тимофеева, который выступил в двух видах программы.

## Выступления на чемпионатах мира
| Чемпионат мира           | Гигантский слалом | Слалом |
| ------------------------ | ----------------- | ------ |
| 2005 Бормио              | —                 | DNF    |
| 2007 Оре                 | 55                | 45     |
| 2009 Валь-д'Изер         | DSQ               | 58     |
| 2011 Гармиш-Партенкирхен | DNF               | DNS    |
| 2013 Шладминг            | DNF               | 57     |